# Arquidiocese de Kisumu
A Arquidiocese de Kisumu (Archidiœcesis Kisumuensis) é uma circunscrição eclesiástica da Igreja Católica situada em Kisumu, Quênia. Atualmente seu arcebispo é Maurice Muhatia Makumba. Sua Sé é a Catedral de Santa Teresa de Kisumu.
Possui 56 paróquias servidas por 98 padres, abrangendo uma população de 1 586 232 habitantes, com 55,1% da dessa população jurisdicionada batizada (1 586 232 católicos).

## História
A prefeitura apostólica de Kavirondo foi erigida em 15 de julho de 1925 com o breve Ut aucto do papa Pio XI, recebendo o território do vicariato apostólico do Nilo Superior (atual Arquidiocese de Tororo).
Em 27 de maio de 1932 por força do breve Cum non sine, também do papa Pio XI, a prefeitura apostólica foi elevada a vicariato apostólico e passou a assumir o nome de vicariato apostólico de Kisumu.
O vicariato apostólico foi posteriormente elevado a diocese, em 25 de março de 1953, com a bula Quemadmodum ad Nos do papa Pio XII. Originalmente, era sufragânea da Arquidiocese de Nairóbi.
Em 21 de maio de 1990 a diocese é agora elevada à dignidade de arquidiocese metropolitana com a bula Si quidem secundum do papa João Paulo II.

## Prelados
|                   | Nome                        | Período    | Notas                        |
| Arcebispos        | Arcebispos                  | Arcebispos | Arcebispos                   |
| ----------------- | --------------------------- | ---------- | ---------------------------- |
| 3º                | Maurice Muhatia Makumba     | 2022-      | Atual                        |
| 2º                | Philip Arnold Subira Anyolo | 2018-2021  | Nomeado Arcebispo de Nairobi |
| 1º                | Zacchaeus Okoth             | 1990-2018  | Arcebispo emérito            |
| Bispos            |                             |            |                              |
| 6º                | Zacchaeus Okoth             | 1978-1990  | Elevado à Arcebispo          |
| 5º                | Philip Sulumeti             | 1976-1978  | Nomeado Bispo de Kakamega    |
| 4º                | Joannes de Reeper, M.H.M.   | 1964-1976  |                              |
| 3º                | Frederick Hall, M.H.M.      | 1948 -1963 |                              |
| 2º                | Nikolas Stam, M.H.M.        | 1936-1948  |                              |
| 1º                | Gorgonius Brandsma, M.H.M.  | 1925-1935  |                              |
| Bispos auxiliares |                             |            |                              |
|                   | Philip Sulumeti             | 1972-1976  | Nomeado Bispo                |
|                   | Maurice Michael Otunga      | 1956-1960  | Nomeado Bispo de Kisii       |